# 森田宗一
森田 宗一（もりた そういち、1915年6月5日 - 2007年2月7日）は、日本の裁判官、弁護士。

## 人物・略歴
東京都出身。昌平中学校、東京帝国大学法学部卒。1942年司法官試補。1949年少年法施行と同時に最高裁判所家庭局付判事補。同局第三課長を経て、1959年東京家庭裁判所判事。1973年に弁護士となる。
青少年の健全育成を唱え、1970年には少年法適用年齢の上限引き下げ改正要綱に反対した。

## 著書
- 『この小さき者に 少年少女の問題をめぐつて』大日本出版、1950
- 『少年保護事件における調査審判の理論と実際』司法研修所、1951
- 『異常心理学講座、異常心理学 社会病理学 家庭内の緊張 家庭の幸福をむしばむもの』みすず書房、1954
- 『青少年 どう守らるべきか』河出書房 法学新書、1956
- 『少年問題と少年法』有斐閣 1961
- 『流れは絶えず 生き方・愛し方・導き方』東洋館出版社、1963
- 『少年と家庭学級 非行化防止のかなめ』近代新書出版社 近代新書、1964
- 『人間の復興 自然と人生の事実に学ぶ』雷鳥社、1970
- 『ナイスは生きている ふるさと教育論』修養団出版部、1974
- 『少年法のゆくえ』有信堂高文社、1976
- 『峠の道』匠文社、1978
- 『親と子の生き方・つき合い方 ふるさと教育論』修養団、1982
- 『多摩の山河と人間教育』匠文社、1983
- 『多摩 宗人句歌集』私家版、1984
- 『砕けたる心 青少年明暗五〇年』信山社出版、1991

### 共編著
- 『困った子どもの問題 その原因と扱い方』山下俊郎,竹田俊雄共著、新経営社、1948
- 『少年問題と法律』共著、有斐閣、1951
- 『しつけの再発見 少年裁判官と小児科医の眼』森田良子共著、日本経済新聞社、1964
- 『非行 その底にあるもの』編、誠信書房、1964、現代の青少年
- 『少年法』団藤重光共著、有斐閣、ポケット註釈全書、1956
- 『しつけの心 少年裁判官と小児科医の眼』森田良子共著、ヴェリタス出版社、1971
- 『法学入門 わたくしたちのものとしての法』高野雄一、中田早苗共編著、北樹出版、1981

## 参考
- デジタル版日本人名大辞典